# Přebor Středočeského kraje 2015/2016
Přebor Středočeského kraje hrálo v sezóně 2015/2016 16 klubů, vítězem se stalo mužstvo Sportovního sdružení Ostrá.

## Systém soutěže
Kluby se střetly v soutěži celkem dvakrát, hrály tedy 30 kol.
Legenda: Z - zápasy, V - výhry, R - remízy, P - porážky, VG - vstřelené góly, OG - obdržené góly, B - body, červené podbarvení - sestup, zelené podbarvení - postup, fialové podbarvení - reorganizace, změna skupiny či soutěže
| Poř. | Tým                        | Z  | V  | R  | P  | VG | OG | B  |
| ---- | -------------------------- | -- | -- | -- | -- | -- | -- | -- |
| 1.   | Sportovní sdružení Ostrá   | 30 | 21 | 6  | 3  | 70 | 26 | 73 |
| 2.   | Sokol Hostouň              | 30 | 20 | 6  | 4  | 66 | 38 | 69 |
| 3.   | Slovan Velvary             | 30 | 17 | 5  | 8  | 79 | 44 | 60 |
| 4.   | SK Posázavan Poříčí n.Sáz. | 30 | 14 | 11 | 5  | 56 | 44 | 54 |
| 5.   | MFK Dobříš                 | 30 | 16 | 2  | 12 | 74 | 61 | 52 |
| 6.   | Čechie Vykáň               | 30 | 15 | 2  | 13 | 62 | 69 | 47 |
| 7.   | Český lev-Union Beroun     | 30 | 13 | 2  | 15 | 58 | 54 | 42 |
| 8.   | SK Rakovník                | 30 | 10 | 7  | 13 | 36 | 49 | 42 |
| 9.   | Mnichovohradišťský SK      | 30 | 12 | 3  | 15 | 40 | 48 | 41 |
| 10.  | SK Rejšice                 | 30 | 10 | 7  | 13 | 63 | 58 | 40 |
| 11.  | AFK Sokol Semice           | 30 | 11 | 5  | 14 | 56 | 62 | 39 |
| 12.  | TJ Jíloviště               | 30 | 9  | 7  | 14 | 48 | 52 | 37 |
| 13.  | SK Lhota                   | 30 | 10 | 4  | 16 | 55 | 71 | 37 |
| 14.  | AFK Tuchlovice             | 30 | 10 | 4  | 16 | 49 | 62 | 35 |
| 15.  | Sokol Vraný                | 30 | 8  | 5  | 17 | 42 | 70 | 33 |
| 16.  | FK Kavalier Sázava         | 30 | 4  | 4  | 22 | 40 | 86 | 19 |

postup
Do Divize postoupily čtyři kluby: Sportovní sdružení Ostrá (Divize C), Sokol Hostouň a Slovan Velvary (Divize B) a MFK Dobříš (Divize A).
sestup
Sokol Vraný a FK Kavalier Sázava sestoupily do I. A třídy Středočeského kraje.